# Поцуоло Мартезана
Поцуо̀ло Мартеза̀на (на италиански: Pozzuolo Martesana, на западноломбардски: Pusöl, Пузьол) е градче и община в Северна Италия, провинция Милано, регион Ломбардия. Разположено е на 121 m надморска височина. Населението на общината е 8130 души (към 2012 г.).